# Johannes Sturm
Johannes Sturm nebo Jan Sturm (1. října 1507 Schleiden, Vestfálsko – 3. března 1589 Štrasburk) byl protestantský vzdělanec a pedagog.
Studoval v Lutychu a Lovani, pak učil na nově založené Collège Royal v Paříži. V roce 1537 přišel do Štrasburku ke svému příteli Martinu Bucerovi a působil tam jako učitel. Jeho přednášky mu rychle získaly výbornou pověst a byl pověřen sepsáním návrhu na reorganizaci štrasburských škol. Již v roce 1538 na základě tohoto spisu bylo založeno protestantské gymnázium, kde pak působil skoro padesát let a ze kterého časem vznikla akademie a později Štrasburská univerzita.
Byl plodným autorem, překladatelem i editorem. Dával důraz na rétoriku, věnoval se teorii pedagogiky i školství a například propagoval stipendia pro chudé studenty. Jeho dílo mělo velký vliv na humanistické školství v Evropě a jeho knihy byly opakovaně vydávány.